# 澳門文化中心廣場
澳門文化中心廣場（葡萄牙語：Praça do Centro Cultural de Macau），是澳門四大廣場之一，位於澳門文化中心側傍，也是1999年中葡舉行澳門回歸的澳門政權交接儀式場館原址。
中葡兩國政府為了在1999年進行澳門政權移交儀式，於是在澳門文化中心側的空地興建臨時用途的澳門政權移交儀式場館。在2000年6月，移交儀式場館被澳門特區政府拆卸，政府解釋是以廣場的形式以紀念該事。2002年，澳門文化中心廣場落成，但至今仍未進行過任何活動和落成典禮。
澳門文化中心廣場的中央遺留下葡萄牙政府在澳門政權移交儀式場館所設的澳門移交时间囊，時間囊的用意是在2049年（澳門回歸50週年）時重開該時間囊內有關回歸的文本，包括《澳門基本法》。

## 四大廣場
澳門四大廣場指澳門文化中心廣場與另外三個廣場，其餘三個分別是：
- 議事亭前地
- 西灣湖廣場
- 塔石廣場